# Korporál

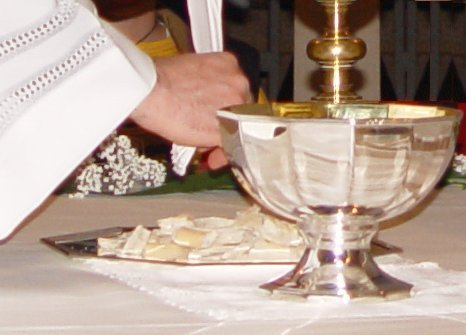
Korporál – lněná látka čtvercového tvaru pod liturgickými nádobami.

Korporál je bílá lněná látka čtvercového tvaru užívaná při slavení mše svaté v katolické církvi. Na korporál se během mše pokládá patena, kalich a případně taktéž ciborium. Při mši v mimořádné formě římského ritu se na něj pokládá i samotná hostie.
Velikost korporálu se během času měnila. V dobách prvních staletí, kdy se na oltář nepokládala plátna rovnou, položil jáhen před obětováním na oltář lněné plátno větších rozměrů, na který se následně umisťovaly dary chleba a vína. Jeho cípem (z něhož se později vyvinula palla) se pak zakrýval kalich. Po zavedení prostírání pláten na oltář automaticky se korporál, který se pokládá až před obětováním, výrazně zmenšil. Dnešní velikost má již od středověku. K zakrývání kalicha se pak používá tzv. palla.
V byzantském ritu je obdobou korporálu antimins.